# IC 2433
IC 2433 је спирална галаксија у сазвјежђу Рак која се налази на листи објеката дубоког неба у Индекс каталогу.
Деклинација објекта је + 22° 36' 7" а ректасцензија 9h 5m 28,6s. Привидна величина (магнитуда) објекта IC 2433 износи 14,6 а фотографска магнитуда 15,3. IC 2433 је још познат и под ознакама MCG 4-22-10, CGCG 121-16, PGC 25514.